# Pannóniai nyelvjáráscsoport
A pannónia nyelvjáráscsoport a szlovén nyelv keleti dialektusait tartalmazó csoportja. Ezek a Mura két partján található Pomurska nevű régióban találhatók, ami földrajzilag a Dunántúl része, s szlovénül Pannonska površiná-nak hívják.

Ennek a csoportnak négy tagja van: a prleškoi, haloškoi és slovenskogoriškoi dialektusok, azonkívül a Magyarországon is beszélt prekmurjei (vend) nyelv. Ez utóbbi a legkülönlegesebb tagja a dialektuscsoportnak, mert jobban különbözik az irodalmi nyelvtől.
A pannon nyelvjáráscsoport tagjainak még további alnyelvjárásai is vannak.

## Külső hivatkozás
- Panonska narečna skupina